# Krasnoludek u kupca
Krasnoludek u kupca, także Krasnoludek (duń. Nissen hos Spekhøkeren, współ. duń. Nissen hos spækhøkeren) – baśń literacka autorstwa Hansa Christiana Andersena, wydana po raz pierwszy w 1852 roku.

## Publikacja
Andersenowska baśń literacka Krasnoludek u kupca została po raz pierwszy opublikowana 30 listopada 1852 roku w Kopenhadze przez wydawnictwo C.A. Reitzel w antologii Opowieści. Druga kolekcja. 1853 (duń. Historier. Anden Samling. 1853) z ilustracjami autorstwa Vilhelma Pedersena. Baśń wznawiano w kolejnych antologiach: w lutym 1853, w kwietniu 1855 oraz w marcu 1863 roku.
Tytułowy duński „nissen” to raczej „domowik” czy domowy duszek, a nie krasnal. Mógłby być porównany do rzymskich larów. W polskiej tradycji krasnoludki to fantastyczne istoty zamieszkujące lasy czy góry, podczas gdy „nissen” to duch domowy, ściśle związany z gospodarstwem i codziennym życiem ludzi. „Nissen” to postać z folkloru nordyckiego. Jego wygląd małego starca z siwą brodą, w charakterystycznej czerwonej czapce jest ikoniczny, szczególnie w kontekście świąt Bożego Narodzenia. Istoty te mogą zarówno sprzyjać domownikom, jak i płatać figle, zwłaszcza, gdy są niedożywione. Szczególnie w Wigilię oczekują swojej miski z owsianką. Mieszkają w domach lub na gospodarstwie, często w miejscach takich jak poddasze, stodoła, najczęściej przy palenisku. Andersen zaczerpnął tę postać z folkloru duńskiego.
Współcześnie tłumacze pozostają wierni polskiej tradycji i publikują teksty tłumaczeń, nazywając bohatera baśni Andersena krasnoludkiem.

## Interpretacja
Baśń jest apelem o świadome równoważenie w życiu potrzeb materialnych i duchowych. Nie wolno zaniedbywać sztuki i wyobraźni na rzecz samych wartości materialnych. To przesłanie jest szczególnie widoczne w zakończeniu, kiedy krasnoludek nie może całkowicie porzucić kupca z powodu owsianki, ale także nie chce zrezygnować z poezji. Taka interpretacja zakorzeniona jest w kontekście chrześcijańskim, poprzez odwołanie do słów „Nie samym chlebem żyje człowiek”, zaczerpniętych z Ewangelii według św. Mateusza (por. 4,4).

## Polskie przekłady
Baśń została przetłumaczona na język polski:
- 1892 – Krasnoludek i sklepikarz: Wanda Młodnicka (tłum.): Fantastyczne opowieści. Lwów. Brak numerów stron w książce
- 1899 – Krasnoludek: Cecylia Niewiadomska (tłum.): Baśnie. Warszawa. Brak numerów stron w książce
- 1931 – Krasnoludek: Stefania Beylin (tłum.): Baśnie. Warszawa. Brak numerów stron w książce (w wydaniu z 1956 tytuł: Krasnoludek u kupca)
- 2006 – Krasnoludek u kupca: Bogusława Sochańska (tłum.): Baśnie i opowieści. Tom II 1852–1862. Poznań. s. 67–71. ISBN 978-83-7278-194-9. (z oryginału duńskiego)

## Fabuła
Streszczenia dokonano na podstawie wersji duńskiej.
Ubogi student mieszka na poddaszu. Zamożny kupiec zajmuje parter i posiada cały dom. Krasnoludek trzyma się kupca, bo dostaje od niego co roku na święta misę kaszy z dużą porcją masła. Pewnego wieczoru student przychodzi kupić świecę i ser. Zauważa, że ser jest owinięty w kartkę z książki z poezjami. Kupiec oferuje studentowi więcej stron za osiem szylingów. Młodzik rezygnuje z sera i bierze strony książki, wytykając kupcowi brak zrozumienia dla poezji. Kupiec śmieje się. Krasnoludkowi podpada zachowanie studenta.
W nocy krasnoludek zabiera żonie kupca dar wymowy i w magiczny sposób obdarowuje nim po kolei różne przedmioty i sprzęty. Beczka z gazetami, młynek do kawy, beczka na masło i kasa mówią, że poezja to tylko coś marginalnego, taki zbędny dodatek. Krasnoludek postanawia dać nauczkę studentowi. Podgląda przez dziurkę od klucza i widzi, jak z książki studenta wyrasta wielkie, magiczne drzewo pełne gwiazd i pięknych twarzy. Krasnoludek jest zachwycony pięknem, którego nigdy wcześniej nie widział. Postanawia przenieść się do studenta, ale przypomina sobie o kaszy u kupca. Wraca do sklepu, odbiera sprzętom mowę i oddaje ją żonie kupca.
Od tej pory wszystkie przedmioty w sklepie wierzą tylko w mądrość beczki. Krasnoludek jednak nocami zagląda przez dziurkę do studenta i wzrusza się. Pewnej nocy wybucha pożar w sąsiednim domu. Krasnoludek ratuje jako najcenniejszą rzecz starą książkę z poezjami. Ostatecznie krasnoludek postanawia dzielić swe życie między kupca i studenta – dla kaszy i dla ducha.

## Galeria

Ilustracje baśni Krasnoludek u kupca
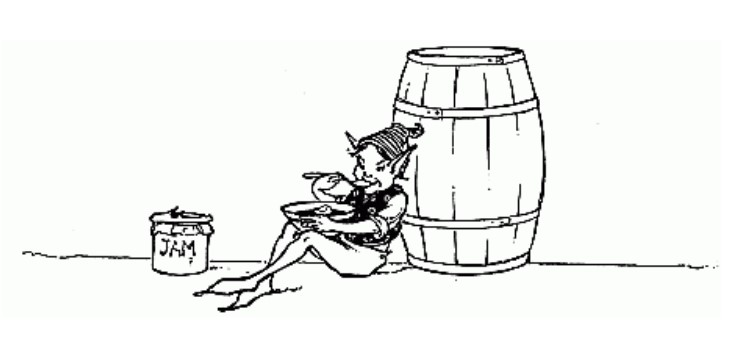
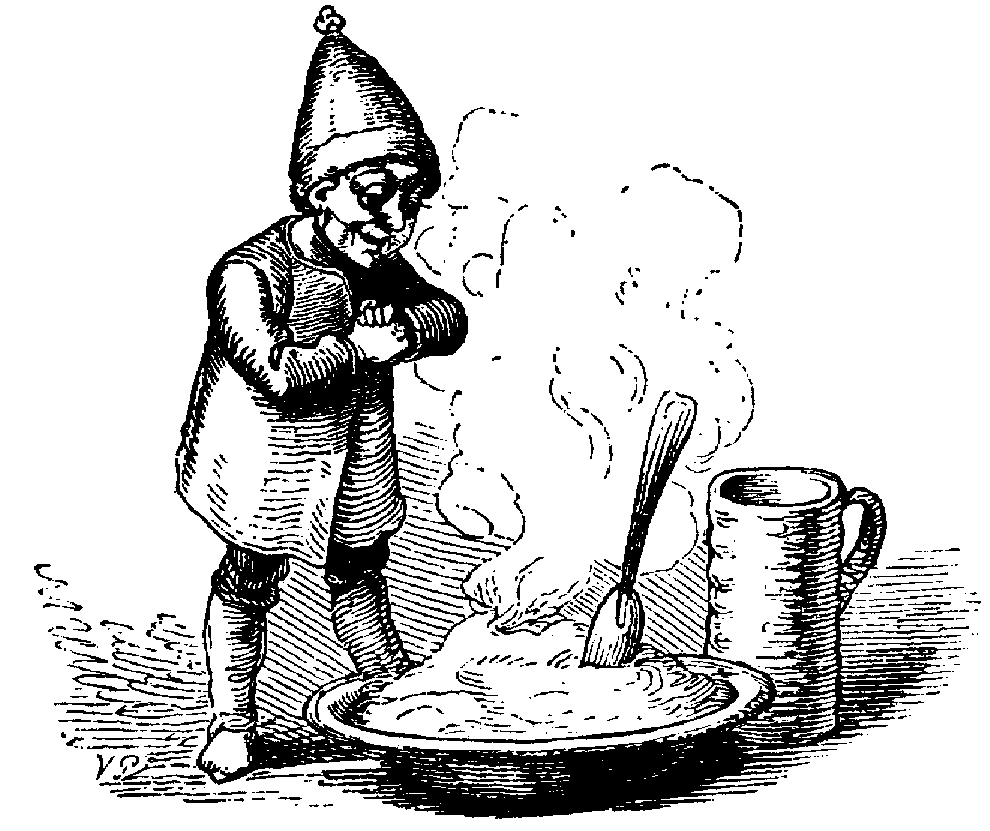
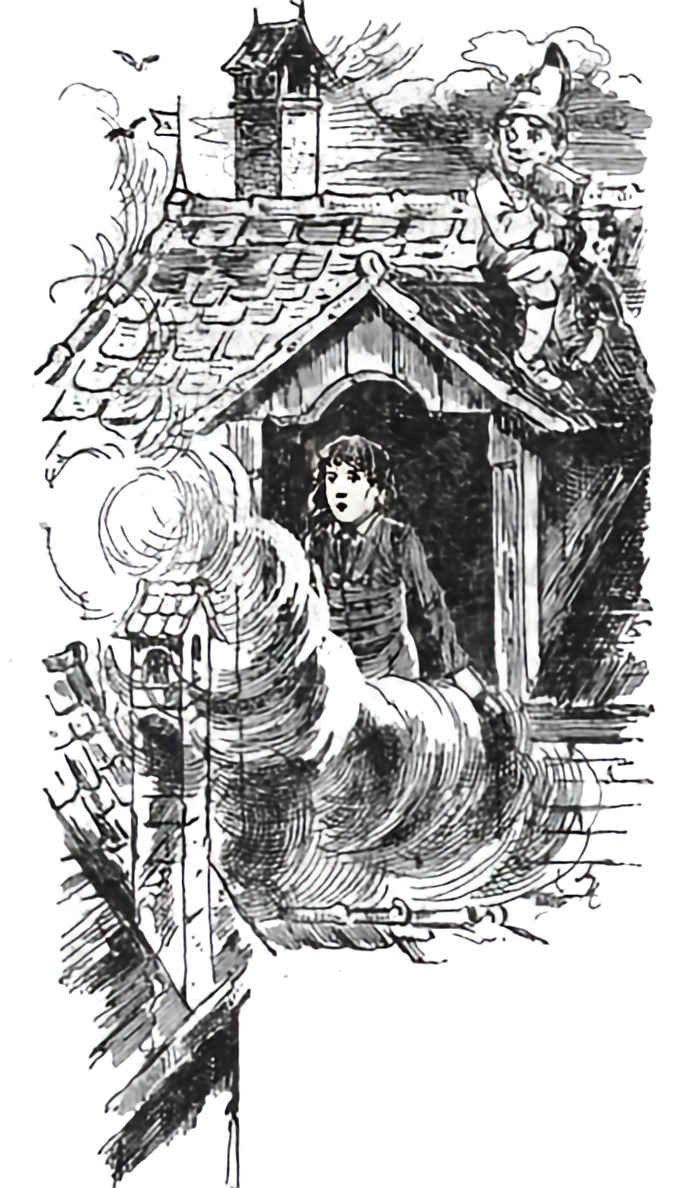